# Aenictus fuscipennis
Aenictus fuscipennis är en myrart som beskrevs av Auguste-Henri Forel 1913. Aenictus fuscipennis ingår i släktet Aenictus och familjen myror. Inga underarter finns listade i Catalogue of Life.